# Élections provinciales laotiennes de 2021
Les élections provinciales laotiennes de 2021 ont lieu le 21 février 2021 afin de renouveler les 492 membres des conseils provinciaux du Laos. Des élections législatives ont lieu le même jour.
Un total de 788 candidats sont en lice pour le scrutin, organisé dans un peu plus de 7 200 bureaux de vote.